# Xavier Munford
Xavier Munford, né le 1er juin 1992 à Hillside dans le New Jersey, est un joueur américain de basket-ball.

## Biographie
Il participe à la NBA Summer League 2015 avec les Lakers de Los Angeles.
le 16 mars 2016, il signe un contrat de dix jours avec les Grizzlies de Memphis.
Le 27 mars 2016, il signe un second contrat de dix jours avec Memphis.
Début février 2017, Munford signe au FC Barcelone qui est touché par de nombreuses blessures cette saison. Son contrat court jusqu'à la fin de la saison.
Au mois d'août 2020, il s'engage pour une saison avec le Bursaspor Basketbol en première division turque.